# Višinomer
Višinomér ali altiméter je instrument, ki meri praviloma višino nad morsko gladino. Deluje po načelu barometra, ker se tudi zračni tlak z višino spreminja. Seveda pa je prikazana višina močno odvisna od gostote in temperature zraka. Gostota zraka se z višino ne spreminja linearno, kar je treba upoštevati. Taki višinomeri so se v letalskem prometu uporabljali v preteklosti, zamenjali so jih natančnejši sistemi, na primer GPS. Take višinomere uporabljajo tudi planinci in predvsem plezalci, da jim kažejo trenutno višino. Ker so podvrženi vplivom meteoroloških sprememb, jih je treba na vsaki znani višini nastaviti (justirati).
Višino, ki jo kaže višinomer nastavljamo na različne načine:
- Relativna višina QFE je višina, ki se meri od referenčne točke na površini (na primer letališče). Višinomerjev barometer je nastavljen na zračni tlak te točke in na referenčni točki kaže višino 0 metrov. Uporablja se za letenje v bližini letališča in na jadralnih letalih.

- Absolutna višina QNH je višina, ki se meri od morske gladine. Ta nastavitev se uporablja za prelete.

- Tlačna višina QNE se meri s pomočjo t. i. standardnega zračnega tlaka 1013,25 milibarov. Uporablja se v instrumentalnem letenju (IFR) za separacijo letal po višini.

Obstajajo pa tudi radarski višinomeri, ki delujejo na načelu merjenja časa, ki ga porabi oddani radijski val do površine in nazaj. Na podlagi tega časa instrument izračuna relativno višino (višino nad tlemi), ki pa ni odvisna od zračnega tlaka in temperature. Po navadi je ta instrument v uporabi pri nizkem letenju.
Tudi GPS sistemi lahko izračunajo višino, vendar se v letalstvu po navadi zanašajo na barometrične višinomere.